# Alt Heidelberg (1959)
Alt Heidelberg ist ein deutscher Liebesfilm von Ernst Marischka aus dem Jahr 1959. Er basiert auf dem Schauspiel Alt-Heidelberg von Wilhelm Meyer-Förster. Die Hauptrollen sind mit Sabine Sinjen und Christian Wolff besetzt. Gert Fröbe spielt die tragende Rolle des Hauslehrers Jüttner.

## Handlung
Nachdem Karl-Heinrich, Erbprinz von Sachsen-Karlsburg, sein Examen zur Hochschulreife mit Auszeichnung erlangt hat, wird er von seinem Onkel, dem Fürsten von Sachsen-Karlsburg, zum Studieren nach Heidelberg geschickt. Das Geleit gibt dem Erbprinzen dabei Dr. Jüttner, der seine Ausbildung von klein auf begleitet hatte. In Heidelberg angekommen, wird der Erbprinz sogleich von der Studentenverbindung Corps Saxonia angeworben. Außerdem verliebt er sich in Käthi, die Nichte des Wirtes, bei dem er wohnt. Obwohl Käthi eigentlich schon so gut wie verlobt ist, liebt auch sie ihn. 
Für den Erbprinzen und Dr. Jüttner beginnt eine glückliche Zeit. Vor allem der in Einsamkeit aufgewachsene Prinz genießt die Ungebundenheit zwischen all den jungen Menschen. Etwas, was er bisher nicht kannte. Als nach einigen Monaten der Fürst von Sachsen-Karlsburg schwer erkrankt, muss Karl-Heinrich widerwillig die Heimreise antreten, um auf seine künftigen Regierungsaufgaben vorbereitet zu werden. Er verspricht Käthi, dass er wiederkommen werde. Dr. Jüttner, der die Zeit in Heidelberg sehr genossen hat, bleibt auf Geheiß des Prinzen in Heidelberg zurück und stirbt dort wenig später. 
Zwei Jahre sind inzwischen vergangen und Karl-Heinrich ist nach dem Tod seines Onkels nun selbst der Fürst. Aus Gründen der Staatsraison soll er heiraten. Die passende Braut hat man ihm schon ausgesucht. Einige Wochen vor der Eheschließung kommt Kellermann, ein Kellner in der Heidelberger Herberge, dem Karl-Heinrich eine Anstellung als Kellermeister versprochen hatte, zum Fürsten, um ihn um die Einlösung des Versprechens zu bitten. Der alte Mann erzählt Karl-Heinrich von den Geschehnissen in Heidelberg. Daraufhin beschließt der junge Fürst spontan, noch einmal nach Heidelberg zu reisen, um seine Corpsbrüder und vor allem Käthi wiederzusehen. Er trifft jedoch nur zwei seiner ehemaligen Kameraden an und ist enttäuscht, wie förmlich und feierlich man ihm nun begegnet. Käthi dagegen behandelt ihn mit derselben Herzlichkeit und Direktheit wie seinerzeit. Der endgültige Abschied voneinander ist für beide sehr schmerzhaft. Käthi wird alsbald heiraten und Karl-Heinrich muss den Platz einnehmen, der ihm von Herkunft und Schicksal vorbestimmt ist. Für die Frau, die er liebt, ist darin kein Platz. 

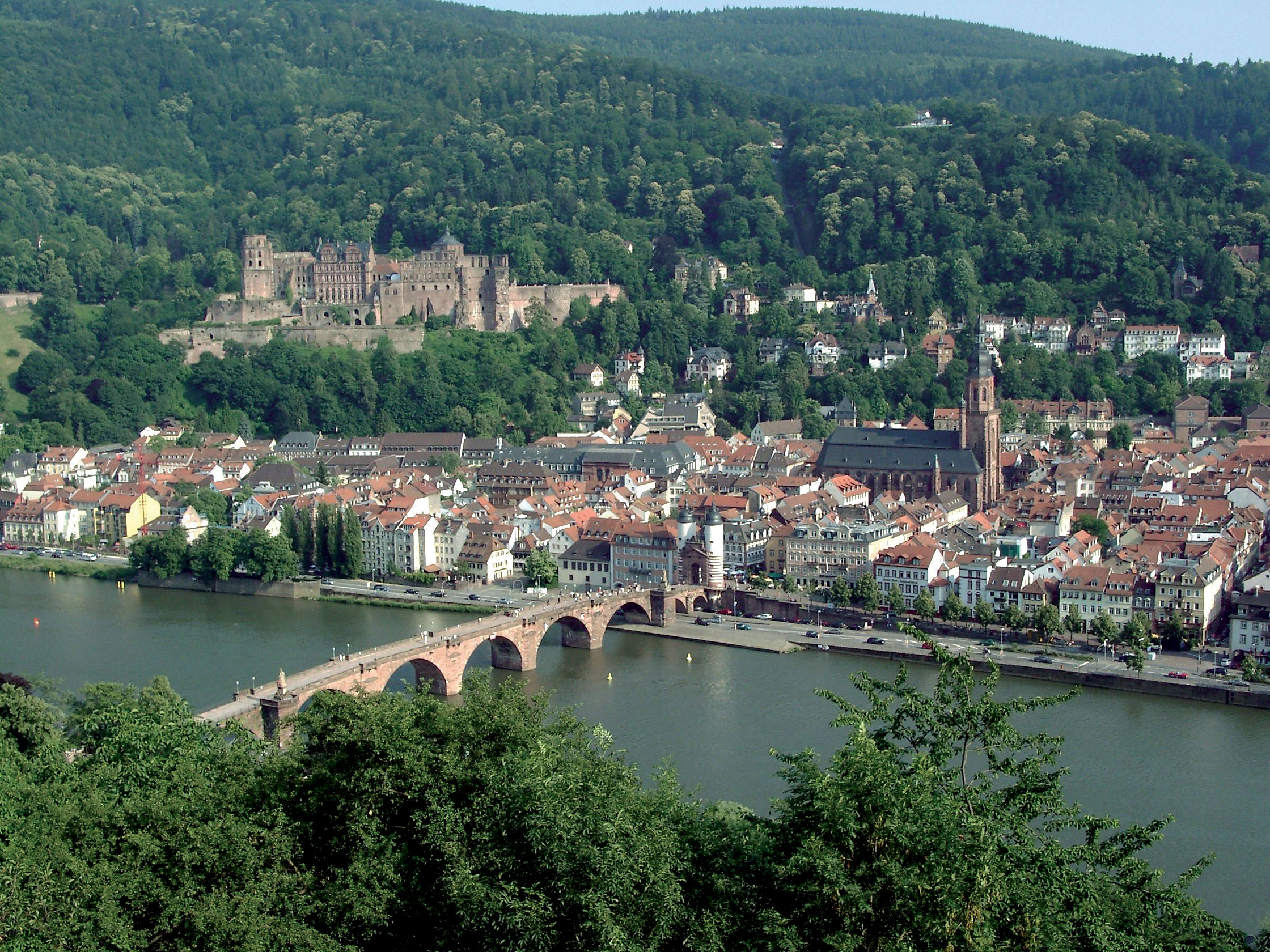
Blick auf Schloss, Altstadt und Alte Brücke – im Film zeigt Käthi Karl-Heinrich diesen Ausblick

## Produktionsnotizen und Hintergrund
Die Dreharbeiten erfolgten im Oktober und November 1959 in Heidelberg, im Neckartal sowie in den CCC-Studios Berlin-Spandau. Die Außenaufnahmen der Anfangssequenz zeigen die hohenlohischen Schlösser Neuenstein und Weikersheim. Die Filmbauten stammten von Otto und Herta Pischinger. Alt-Heidelberg wurde am 21. Dezember 1959 im Schloß-Theater in Heidelberg uraufgeführt.
Christian Wolff singt im Film Du, du liegst mir im Herzen. Weitere Musik siehe Musikaufstellung für Alt-Heidelberg bei filmportal.de.
In der Illustrierten Film-Bühne Nr. 05102 heißt es auf Seite 6: „Das von Wilhelm Meyer-Förster ursprünglich als Roman verfaßte Bühnenstück ‚Karl-Heinrich‘ erlebte unter dem abgeänderten Titel ‚Alt-Heidelberg‘ einen unvergleichlichen Siegeszug um die Welt.“ Seit seiner Premiere im November 1901 am Berliner Theater wurde es allein dort um die fünfhundertmal hintereinander aufgeführt. Seinen Siegeszug trat es sodann weltweit an. Nachdem es 1903 ins Englische übertragen worden war, folgten mehr als 22 weitere Sprachen. Auch am Broadway in New York wurde das Stück aufgeführt. Es wurde sowohl an Wanderbühnen als auch an renommierten Großstadttheatern in den Spielplan aufgenommen und fand über England, die Niederlande, Frankreich, Schweden, Finnland, Russland, Spanien, Italien sowie die Türkei auch seinen Weg nach Japan.
Dieser Film stellt die fünfte Verfilmung von Alt-Heidelberg dar. Erstmals wurde der Stoff 1915 in den USA mit Wallace Reid und Dorothy Gish in den Hauptrollen verfilmt. In der 1923 erschienenen Verfilmung von Hans Behrendt spielten Paul Hartmann und Eva May das Liebespaar und Werner Krauß die Rolle des Dr. Jüttner. In Ernst Lubitschs Hollywood-Verfilmung von 1927 waren Ramón Novarro und Norma Shearer als Liebespaar und Jean Hersholt als Privatlehrer besetzt. 1954 wurde der Stoff zum vierten Mal verfilmt, diesmal von Richard Thorpe für MGM unter dem Originaltitel The Student Prince. In Deutschland lief der Film ebenfalls unter dem Titel Alt-Heidelberg. Kathie und Karl wurden hier von Ann Blyth und Edmund Purdom verkörpert, Professor Jüttner von Edmund Gwenn.

## Rezeption

### DVD
Der Film ist im Februar 2013 innerhalb der Reihe „Filmjuwelen“ von Alive auf DVD herausgegeben worden.

### Kritik
„Weitere Auflage des mehrfach verfilmten Bühnenstücks um den einsamen Fürsten, der auf die Wirtsnichte verzichten muß. Mit Burschenherrlichkeit, gedämpfter Sentimentalität und kitschigen Postkartenbildern aus dem Neckarland angereicherte Pseudo-Romantik.“